# Дерево Бодхи
Дерево Бодхи — в буддизме — легендарное дерево в роще Урувелла, медитируя под которым, принц Гаутама достиг просветления и стал Буддой. Предполагают, что в этом предании упоминается вполне реальное дерево, относящееся к виду Ficus religiosa. Дерево Бодхи — самое почитаемое место паломничества в Анурадхапуре (8°20′41″ с. ш. 80°23′50″ в. д.). Из семени этого дерева был выращен саженец, и посажен в индийском городе Бодх-Гая, возле храма Махабодхи (24°41′45″ с. ш. 84°59′28″ в. д.).
Дерево Бодхи — один из главных символов в буддизме, он присущ всем буддам. В буддийских монастырях дерево специально культивируется и высаживается.
То дерево, под которым Гаутама достиг просветления в Бодх-Гае, не сохранилось, однако из его семени было выращено дерево в Анурадхапуре на Шри-Ланке во времена царя Ашоки. Примерно через 50 лет после смерти Ашоки к власти пришли цари династии Шунга. По приказу царя Пушьямитра дерево было уничтожено. После смерти царя со Шри-Ланки был доставлен новый росток, из которого выросло дерево, стоявшее около 800 лет, но срубленное в VI веке во время правления бенгальского царя Шашанги. Позднее из Анурадхапуры был доставлен ещё один росток, из которого выросло дерево, просуществовавшее до 1876 года, когда оно было повалено бурей. Новый росток был посажен в Бодх-Гая из того же материнского дерева в Анурадхапуре, которое стоит до сих пор.

## В Анурадхапуре
В саду Махамегхавана (IAST: Mahāmeghavana) царь Деванампия Тисса (англ. Devānāmpiya Tissa) собственноручно высадил отводок дерева Бодхи, исполнив тем самым одно из пяти последних пожеланий Гаутамы Будды. Это сопровождалось пышной торжественной церемонией; Тиссе помогали знатные люди  Каджарагама (Kājaragāma), Чандангама (Candanagāma) и Тивакка (Tivakka); Сангхамитта и Махинда присутствовали при этом. Отводок укоренился восемью корешками, вырос в большое дерево, давшее плоды и семена. Потом от него взяли восемь новых отводков, и из них вырастили такие же деревья в Джамбуколе, в деревне Тивакка (Tivakka), в Тхурапаме (Thūpārāmā), в Иссараманараме (Issaramanārāma), при дворе Патхамачетьи (Pathamacetiya), в Четьягири (Cetiyagiri), Каджарагаме (Kājaragāma) и Чандагаме (Candanagāma).
Дерево росло более двух тысяч лет. В 1907 году оно было 9,8 м в высоту и 2,49 м в обхвате. Дерево и участок 19 на 17 метров вокруг него оградили забором высотой 6,4 м. Внутри забора растут ещё десять деревьев того же вида, и находится повреждённая кирпичная статуя Будды, построенная во времена царя Тиссы и показывающая, какое из деревьев основное. Из четырёх плодов основного дерева были взяты семена, и из них вырастили ещё 32 дерева в окрестности.
Многие поколения королевской семьи в Анарадхапуре берегли это дерево столетиями, и вблизи Анарадхапуры появилась целая деревня людей, охраняющих дерево Бодхи и заботящихся о нём.
Герберт Уэллс написал про это старейшее дерево:

На Цейлоне по сей день растёт это дерево, старейшее историческое дерево в мире, которое, как мы несомненно знаем, выросло из черенка от дерева Бодхи, высаженного здесь в 245 году до нашей эры. С того времени до нашего это дерево поливали и заботились о нём.
Оригинальный текст (англ.)In Ceylon there grows to this day a tree, the oldest historical tree in the world, which we know certainly to have been planted as a cutting from the Bodhi-Tree in the year 245 BC. From that time to this it has been carefully tended and watered.

## Дерево Бодхи в культуре
- В 2012 году вышла кинокомедия «Тысяча слов», один из главных объектов которой — Дерево Бодхи.